# Scott (azienda)

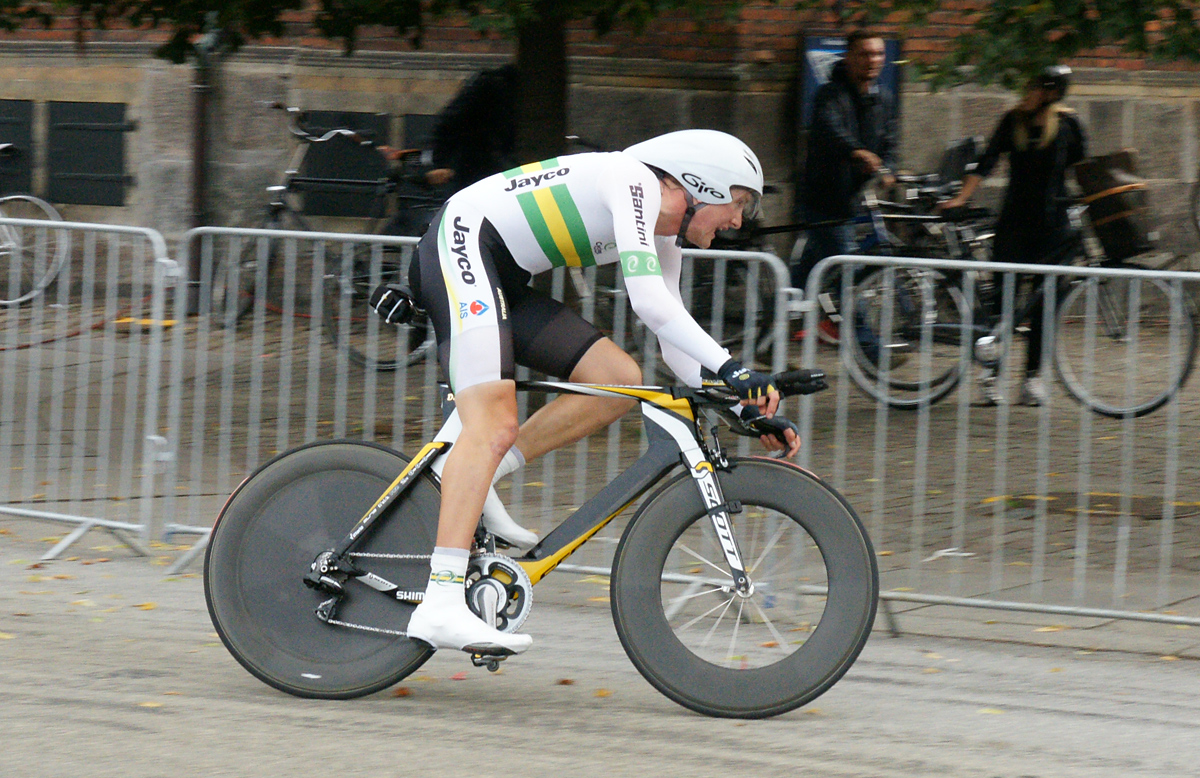
Luke Durbridge su una bici SCOTT durante i campionati del mondo del 2011

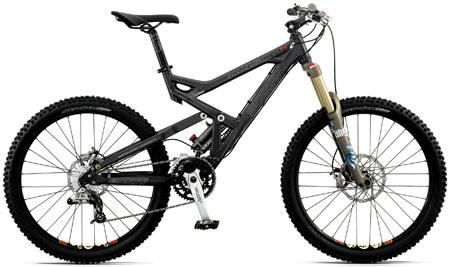
Una MTB Scott

Scott Sports SA è un'azienda svizzera produttrice di biciclette, equipaggiamento invernale, attrezzature per motociclismo e abbigliamento sportivo.

## Storia
Nel 1958, lo sciatore ed ingegnere Ed Scott della Sun Valley inventò una racchetta da sci fatta di alluminio, che risultava migliore di quelle fatte di bambù o acciaio. Partendo da questo successo, la compagnia iniziò a produrre diversi tipi di oggetti per lo sport. Nel 1970, Scott vendette i suoi primi occhiali protettivi per motocross; in breve tempo furono seguiti da una intera gamma di abbigliamento per il motocross.
Nel 1978 Scott espanse la sua azienda fino all'Europa, collocando il suo quartier generale a Friburgo, in Svizzera.
La prima mountain bike fu prodotta nel 1986, ma più importante fu l'invenzione di un manubrio per biciclette aerodinamico, con cui il ciclista Greg LeMond vinse il Tour de France, con solo otto secondi di vantaggio su Laurent Fignon. Oggi, questa forma di manubrio è obbligatoria per la maggior parte delle gare di time trial ed è anche usata nelle gare di triathlon.
Nel 1991, Scott produsse la prima forcella ammortizzata chiamata "unishock" e un anno dopo, fu presentata la prima mountain bike totalmente ammortizzata. Il settore del Ciclismo si espanse continuamente e nel 2002 la decima tappa del Tour de France fu vinta da Patrice Halgand per la squadra di Jean Delatour, il quale aveva come sponsor tecnico proprio Scott.
Nel 2005, "Scott Sports" sostituì la precedente denominazione "Scott USA" per adeguarsi all'importante mercato europeo.
Nel 2011 l'azienda presenta la sua prima collezione di E-Bike.